# Halonoproctidae
Halonoproctidae zijn een familie van spinnen bestaande uit 6 geslachten.

## Geslachten
De volgende geslachten zijn bij de familie ingedeeld:
- Bothriocyrtum Simon, 1891
- Conothele Thorell, 1878
- Cyclocosmia Ausserer, 1871
- Hebestatis Simon, 1903
- Latouchia Pocock, 1901
- Ummidia Thorell, 1875